# SBS (韓國)
SBS（：／ Jusik Hoesa SBS），前稱首爾廣播（：／），是韩国代表性综合媒体运营商，也是覆盖韩国全国的唯一民营地面广播电视台，SBS的經營口號是「共同制造欢乐」（함께 만드는 기쁨），這個口號從2015年起使用到現在。

## 沿革
1990年9月，韓國政府釋出民營廣播執照，由泰榮建設為主的31家公司獲得。
1990年11月14日，SBS集团前身「株式會社漢城放送」成立，1991年3月20日下午5时，SBS廣播電台開播，作为民营地面广播电台，为韩国传统国营广播体系增添了新鲜血液。1991年12月9日上午10时，SBS电视频道（SBS TV）启播，在首都圈播出。
1992年，推出时事评论节目《想知道那个》，以记者深度调查形式集中采访了社会性话题、争论焦点等观众最想了解的领域，成为SBS最长寿及最具代表性的电视节目。《超级淘气大游行》则是SBS周日综艺节目的起点。
1993年2月，SBS将情景喜剧引入韩国，制作了韩国第一部情景喜剧《吴博士家的人》。
1995年1月，SBS特别剧《沙漏》被称为“回家闹钟”，收视率高达64.5% ，创下韩国有史以来最高的戏剧收视率记录。1995年5月，SBS与地区民营广播台合作成功建立了覆盖全国的电视网络，并逐渐发展成为能为全国观众提供服务的综合性广播电视台。
1999年，创立SBS Medianet，成为广播有线电视节目服务商。
2000年3月，由首尔放送改名为SBS。10月，《SBS 8点新闻》首次在平壤进行直播。
2001年10月26日，無線數位電視（HLSQ-DTV）開播，採用高解析度電視廣播，是韓國第一個高解析度電視頻道，也是亞洲第一個無線數位電視頻道。周末综艺时段《真实星期六》和《星期天真好》开始成为SBS招牌综艺节目时段，涌现出《X-Man》《家族诞生》等大热综艺节目。
2006年，在韩国首次推出提供网络收音机服务“Gorealra”。
2010年，开始播放人气综艺节目《Running Man》，以新颖模式和有趣游戏主题风靡亚洲。
2020年，SBS将旗下电视剧制作部门分拆为子公司Studio S。

### 辦公大樓
- 木洞總部：首爾特別市陽川區木洞西路161號。韓國最大的純辦公大樓，除總部功能以外，主要製作新聞與時事類節目。
- 炭峴製作中心：京畿道高陽市一山西區炭峴洞賢一路111號。占地最大的SBS建築，主要進行戲劇的拍攝工作。
- 登村SBS公民館：首爾特別市江西區登村洞陽川路442號。負責製作音樂類等需要較好隔音的節目。
- SBS棱鏡塔：首爾特別市麻浦區上岩洞路82號。SBS的主廣播塔，所有SBS節目都從這裡放送。需要現場直播的節目（例如新聞以及部分時事節目）攝影棚也建立在這裡。棱鏡塔亦是所有SBS獎項的固定頒獎地點。

## 頻道
- 無線電視
  - SBS TV（6頻道，高清频道，識別訊號：HLSQ-DTV）
- 電臺
  - Power FM（朝鲜语：SBS 파워FM）(首爾：FM 107.7㎒，東豆川市：FM 100.3㎒)：播放韓國流行音樂的電台
  - Love FM（朝鲜语：SBS 러브FM）(FM 103.5㎒、792 ㎑)：播放新聞、韓國流行音樂、韓國演歌的電台
  - SBS V-Radio（朝鲜语：SBS V-Radio）（DTMB CH 12C）
- 有線電視／衛星電視
  - SBS PLUS（朝鲜语：SBS 플러스）：综合性娱乐频道
  - SBS funE：综艺节目频道
  - SBS Sports：体育频道
  - SBS GOLF：高尔夫运动专业频道
  - SBS GOLF 2：高尔夫运动专业频道
  - SBS Biz：财经频道
- ONE TV ASIA(由索尼電視娛樂代理,僅在新加坡,馬來西亞和印尼播放)
- 已停播頻道
  - Kizmom：兒童動畫頻道（2023年3月30日停播）
  - SBS M：流行音乐娱乐频道（2025年5月13日停播）

## 聯播網成員
- KNN
- TBC
- 光州廣播（KBC）
- 大田廣播（TJB）
- 蔚山廣播（UBC）
- 全州廣播（JTV）
- 清州廣播（CJB）
- G1廣播（Gangwon No.1 Broadcasting）：原名江原民放（GTB）。
- 濟州廣播（JIBS）

## 標誌

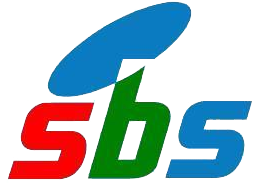
SBS第一代台徽 (1990年11月14日~1994年8月7日)
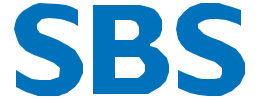
SBS第二代台徽 (1994年8月8日~2000年11月13日)
SBS現時台徽 (2000年11月14日至今)

## 節目

### 綜藝節目

#### 播出中
- 同床异梦2 - 你是我的命运
- 燃燒的青春（朝鲜语：불타는 청춘 (텔레비전 프로그램)）
- 叢林的法則
- 白种元的胡同餐馆
- 美味的廣場
- Running Man
- 家師父一體
- 我家的熊孩子
- TV 动物农场
- Trot神來了
- 閃耀的solo

#### 已結束
- Fantastic Duo 2
- Style Follow
- 亲爱的百年客人
- Game show遊戲樂樂
- Master Key
- Handsome Tigers
- 深夜正式演艺

### 音樂節目
- 人气歌谣
- THE SHOW（SBS MTV）

### 電視劇

#### 尚在播映
- SBS月火連續劇
- SBS金土連續劇

#### 過去時段
- SBS日日連續劇
- SBS金曜連續劇
- SBS週末劇場
- SBS週末特別計劃劇
- SBS週末連續劇
- SBS晨間連續劇
- SBS水木連續劇

#### 不特定時段
- SBS特輯電視劇

## 收播時間
現僅SBS TV（無線電視頻道）有收播時段，若當日直播運動賽事則不收播
- 週一：02:16~04:56
- 週二至週五：03:00~05:00

## 其他友好電視台（姊妹台）
- 中华人民共和国：中國中央电视台（CCTV）、北京广播電視台（BTV）、上海广播电视台（SMG）、浙江广播电视集团（ZRTG）、安徽广播电视台（AHTV）
- 日本：日本電視台（NTV）(日本NNN联播网首尔支局的总部也设在SBS总部内)
- 新加坡：新傳媒私人有限公司（MediaCorp）、ONE TV ASIA
- 越南: 河內廣播電視台
- 法國：法國電視一台（TF1）
- 马来西亚：首要媒体集团（Media Prima Berhad）、ONE TV ASIA
- ：中心電視公司（西班牙语：Televicentro (Honduras)）（Televicentro）
- ：19頻道（西班牙语：Megavisión El Salvador）（Megavisión Canal 19）
- 俄羅斯：全俄国家电视广播公司（RTR）
- 美国：美國廣播公司（ABC）、全國廣播公司（NBC）
- 哥伦比亚：卡拉科爾電視台（Caracol Televisión）
- 加拿大：環球電視（Global Television Network）

## 歷年標語口號
《SBS8點新聞》曾在開場和結尾時，新聞棚的電視牆會出現SBS的標語口號，2016年12月19日起因《SBS8點新聞》改版，新聞棚電視牆改為不出現標語。
| 年份          | 口號                                                             |
| 2010年~2015年 | 내일을 봅니다（英語：See The Bright Tomorrow，看到美好的明天）                          |
| 2015年~       | 함께 만드는 기쁨（英语：Together,we make Delight，共同制造欢乐） |

## 爭議事件

### 2008年北京奥运开幕式彩排泄密事件
2008年7月底，SBS涉嫌於北京奧運開幕式綵排時拍攝及轉播相關片段，被國際奧林匹克委員會與北京奧組委嚴厲抗議與指責。奧運會雖允許轉播商攜帶器材進行測試，但奧運會的慣例和其與轉播商間的約束向來是不得提前洩露開幕式內容。
在7月30日晚上的彩排开始前，一段来自SBS的包括有文艺表演、代表团入场、点火台等内容的开幕式视频在网络流传。
网友对SBS的行为表示谴责，并认为SBS获得开幕式彩排片段的手法需要有关方面继续关注，SBS应该掌握了大量有关开幕式的素材信息，此次披露的内容只是其中一部分。SBS是分批次披露还是就此止步，尚待观察。另有网友指出，SBS的行为有违反新闻业界行规之嫌。
韩国记者对SBS的行为表示“无奈和痛心”，据称SBS在雅典奥运上就曾因违规行为被国际奥委会警告。8月1日，北京奥组委新闻发言人孙伟德表示，北京奥组委已经就SBS未经授权播放北京奥运会开幕式部分片段的做法提出严正交涉，对SBS的做法表示强烈不满，要求SBS从中吸取教训、严格遵守奥运报道有关惯例，不要做有悖於新闻职业道德的事情。
SBS在8月1日称，当天已派专人赴北京，就曝光北京奥运会开幕式彩排事件向国际奥委会和北京奥组委的相关人士进行解释。SBS宣传组组长朴载晚接受新华社记者采访时表示，SBS体育部部长与国际部副部长已于当天出发前往北京，希望能当面向国际奥委会和北京奥组委的相关人员进行解释说明；如果国际奥委会和北京奥组委要求，他们将代表SBS表示道歉。

### 2009年綜藝節目抄襲事件
2009年7月22日，由於SBS星期六綜藝節目《驚人的大會紅星》在本月18日播出的單元〈3分鐘上班法〉被日本網友揭發抄襲TBS電視生活情報綜藝節目《時短生活情報秀》（時短生活ガイドSHOW，台湾纬来日本台翻译为《超省时生活》）在2009年3月播出的單元〈5分鐘上班法〉（5分出勤法），SBS公開道歉。

### 2010年亞運跆拳道爭議事件中 楊淑君對韓道歉報導
SBS在2010年11月27日的新聞中報導，特派記者鄭由美到台灣採訪2010年亞洲運動會跆拳道爭議事件當事人楊淑君：這名中華台北跆拳道代表隊女將對於因她而引發的台灣反韓情緒，向韓國民眾表達了歉意。報導並配上楊淑君在廣州亞運會與越南選手比賽的新聞畫面，指出比賽快結束之前，楊淑君因腳後跟貼有不合規定的感應片，被裁定失格而淚灑賽場；但她已成為台灣的「超級明星」，所到之處湧來記者和粉絲，不僅是廣告、甚至演藝圈的邀約也不斷。
楊淑君：「我是針對蛋襲國民小學跟燒人家國旗這部分，跟他們說一聲道歉。他們應該是斷章取義最後一段。韓媒有先講說那邊有因為我的事情而造成一陣話題、一陣的騷動。那也許他們也是想說，利用這種方式，來平復他們國民平民的心。」

## 外部連結
-  www.sbs.co.kr
- SBS的Facebook專頁
- SBS的Instagram帳戶
- SBS的X（前Twitter）
- YouTube上的SBS娛樂頻道
- SBS的Bilibili账户
- [大韩新闻 第1883号-SBS 开局]. KTV 대한늬우스. YouTube. 2017-01-02 [1991-12-11]  [2021-07-13]. （原始内容存档于2021-05-07） （韩语）.